# RETURNER 〜闇の終焉〜
『RETURNER 〜闇の終焉〜』（リターナー やみのしゅうえん）は、2007年6月20日にGacktが発表した楽曲、および同曲を収録したシングル。通算27枚目のシングルである。発売元は日本クラウン。

## 概要
- 前作『野に咲く花のように』から4か月後にリリースされた。
- 発売週のオリコンシングルチャートでは初の1位を獲得。MALICE MIZER時代含め、ソロ8年のキャリアでシングル・アルバム含め初の獲得となった。それまでにシングルで4作、アルバムで2作、同チャートでの最高位2位作品があった。
- 2007年12月31日の『第58回NHK紅白歌合戦』に「RETURNER 〜闇の終焉〜 消え逝く武士（サムライ）への鎮魂歌（レクイエム）」と改題して3年ぶりの出演。大河ドラマ『風林火山』で演じた上杉謙信の姿で演奏した。

## 収録曲

### CD
1. RETURNER 〜闇の終焉〜
  - 作詞・作曲:Gackt.C、編曲:Gackt.C, Chachamaru

2006年にアメリカで公開された映画、ギャガ・コミュニケーションズ配給映画『プレステージ』の日本版テーマソング。
2006年1月25日に発売された24thシングル「REDEMPTION」以来となる、ハードロック調の楽曲となっている。
ロックテイストの強い楽曲の中にも、間奏で尺八のメロディを挿入するなどしている。
PVにおけるGacktの甲冑は映画『天と地と』で使用された上杉謙信の甲冑である（大河ドラマにおいては、6月17日放送の「越後の龍」から上杉謙信に扮するGacktが登場している）。
シングルの発売から8年近くたってようやく、8枚目のオリジナルアルバム『LAST MOON』に収録された。
2. Cube (DRUG I Ver.)
  - 作詞・作曲:Gackt.C、編曲:Gackt.C, Chachamaru

8thシングル「君のためにできること」に収録されているカップリングのライブバージョン。
3. Birdcage (DRUG I Ver.)
  - 作詞・作曲:Gackt.C、編曲:Gackt.C, Chachamaru

13thシングル「君が追いかけた夢」に収録されているカップリングのライブバージョン。
4. RETURNER 〜闇の終焉〜 (Instrumental)
ライブDVD『GACKT YELLOW FRIED CHICKENz 煌☆雄兎狐塾 〜男女混欲美濡戯祭〜』のメニュー画面で、本楽曲が使用されている。

### 初回限定盤 DVD
1. RETURNER 〜闇の終焉〜 PV

## 楽曲の収録アルバム
- nine*nine (#2、#3)
- THE ELEVENTH DAY 〜SINGLE COLLECTION〜 (#1)
- LAST MOON (#1)
- GACKT WORLD TOUR 2016 LAST VISUALIVE 最期ノ月 -LAST MOON- (#1)